# باب اللوق
باب اللوق هي شياخة من شياخات حي عابدين بوسط القاهرة، أنشئ سنة 1241 في عهد الملك الصالح نجم الدين أيوب كبوابة لميدان ألعاب الكرة والفروسية والرماية.

## التسمية
تعدّدت الروايات حول أصل اسم «باب اللوق»، فيقال أنّ الأرض في تلك المنطقة كانت ليّنة، «تُلاَق لوقًا»، أيّ تُبذَر فيها البذور، ويُضغط عليها بألواح خشبيّة حتى تغوص البذور داخل الأرض، التي لم تكُن بحاجة إلى ري بسبب تشبّعها بالمياه خلال شهور الغمر طوال الصيف. ويقال أن اللوق أو «اللّق» هي الأرض المُرتفعة، ويستدل على هذا من رسالة الخليفة الأموي، عبد الملك بن مروان، إلى واليه على العراق، الحجاج بن يوسف الثقفي، عندّما أمره «ألا تترُك «لقا» ولا خقًا إلا زرعتُه.» والخق هو الغدير إذا جفّ، أو ما انخفضَ من الأرض.

## تاريخ المنطقة
لما انحسر النيل غربًا في القرنين السادس والسابع الهجريين (الثاني عشر والثالث عشر الميلاديين)، ظهرت أراضٍ تعرف الآن بباب اللوق وفم الخليج والمنيرة وجاردن سيتي وميدان التحرير وشارع سليمان باشا (شارع طلعت حرب) وشارع قصر النيل وغيرها.
في سنة 639 هـ (1241 م) أنشأ الملك الصالح نجم الدين أيوب ميدانًا للعب الكرة وألعاب الفروسية والرماية وما إلى ذلك في الموقع الذي يشغله الآن ميدانا باب اللوق والأزهار، وكان لهذا الميدان سور وباب، ومن هنا جاء اسم باب اللوق، ثم ألغى الظاهر بيبرس هذا الميدان وأنشأ آخرا إلى الغرب منه (موقعه الآن ميدان التحرير والجزء الشمالي من جاردن سيتي)، وظل هذا الميدان الأخير إلى عهد الناصر محمد بن قلاوون، الذي ألغاه وأنشأ مكانه بستانًا للفاكهة والزهور، كان يشرف على النيل غربًا.